# Štáblovice (zámek)
Zámek Štáblovice je kulturní památka ve stejnojmenné obci, nachází se ve středu obce v blízkosti obecního úřadu a kostela sv. Vavřince a tvoří jednu ze zdejších dominant. Zámek je obklopen parkem a v západní části francouzskou zahradou.

## Historie
První písemná zmínka o vsi Štáblovice se objevuje v listině z roku 1312, ve které je jmenován Mikuláš ze Štáblovic. Štáblovice byly majetkem olomoucké biskupa, který je uděloval v léno.
V roce 1460 byly Štáblovice uděleny v léno pánům z Kovalovic a právě s nimi je spjata stavba první tvrze ve Štáblovicích. První písemná zmínka o tvrzi pochází z roku 1528. Po pánech z Kovalovic drželi Štáblovice páni ze Žďáru, rod Vlků z Konecchlumí a od roku 1558 Rotmberkové z Ketře. Tvrz stála v místě dnešního zámku a byla obehnána vodním příkopem a hrazením. Pozůstatek tvrze tvoří dodnes část zámku. Renesanční obdélnou tvrz nechal přistavět k původní tvrzi její majitel Kašpark Rotmberk z Ketře (1558 - 1608). Ve východním průčelí zámku se s té doby zachoval renesanční portál, který byl později zazděn. Třicetileté válka tvrz výrazně poznamenala. Následně Štáblovice drželi členové rodů ze Samogy a Žňovských z Korkyně. Opravy se tvrz dočkala až za Lescourantů. Janu Lescourantovi byly Štáblovice uděleny v léno roku 1654 a v držbě jeho potomků zůstaly téměř jedno století. Ve 40. letech 18. století proběhly stavební úpravy zámku, došlo k rozšíření o dvě krátká kolmá křídla směrem k západu, později rozšířená. Během slezských válek změnil zámek svého majitele, vlastníkem se stal v roce 1745 hrabě Karel Otto Salm-Neuburg. Karel Otto dokončil raně barokní úpravy zámku, jenž postupně získal charakter barokní venkovské vily obklopené zahradou. V roce 1759 se Štáblovice staly majetkem svobodných pánů Sobků z Kornic, kteří byli pod jménem Sobek-Skalové z Kornic zdejšími pány až do roku 1945. Během 19. století bylo štáblovické panství vyvázáno z lenního svazku s olomouckým biskupstvím. Zámek samotný prošel už pouze menšími stavebními úpravy spočívajícími v dostavbě chodeb a později také vížek na koncích bočních křídel. Zámecký park byl upraven do podoby anglického parku. V roce 1945 byl zámek poškozen, štáblovický velkostatek byl zkonfiskován a zámek předán obci. Poté byl využíván pro různé účely (např. úpraven jako společenský sál, restaurace, moštárna, klub SSM), později zde byl i muzejní depozitář. Zámek byl v té době vystaven nedostatku jakékoliv větší péče a útokům vandalů. Tento stav trval i v 90. letech 20. století. Od roku 2001 byl zámek postupně opravován do dnešní podoby.

## Galerie

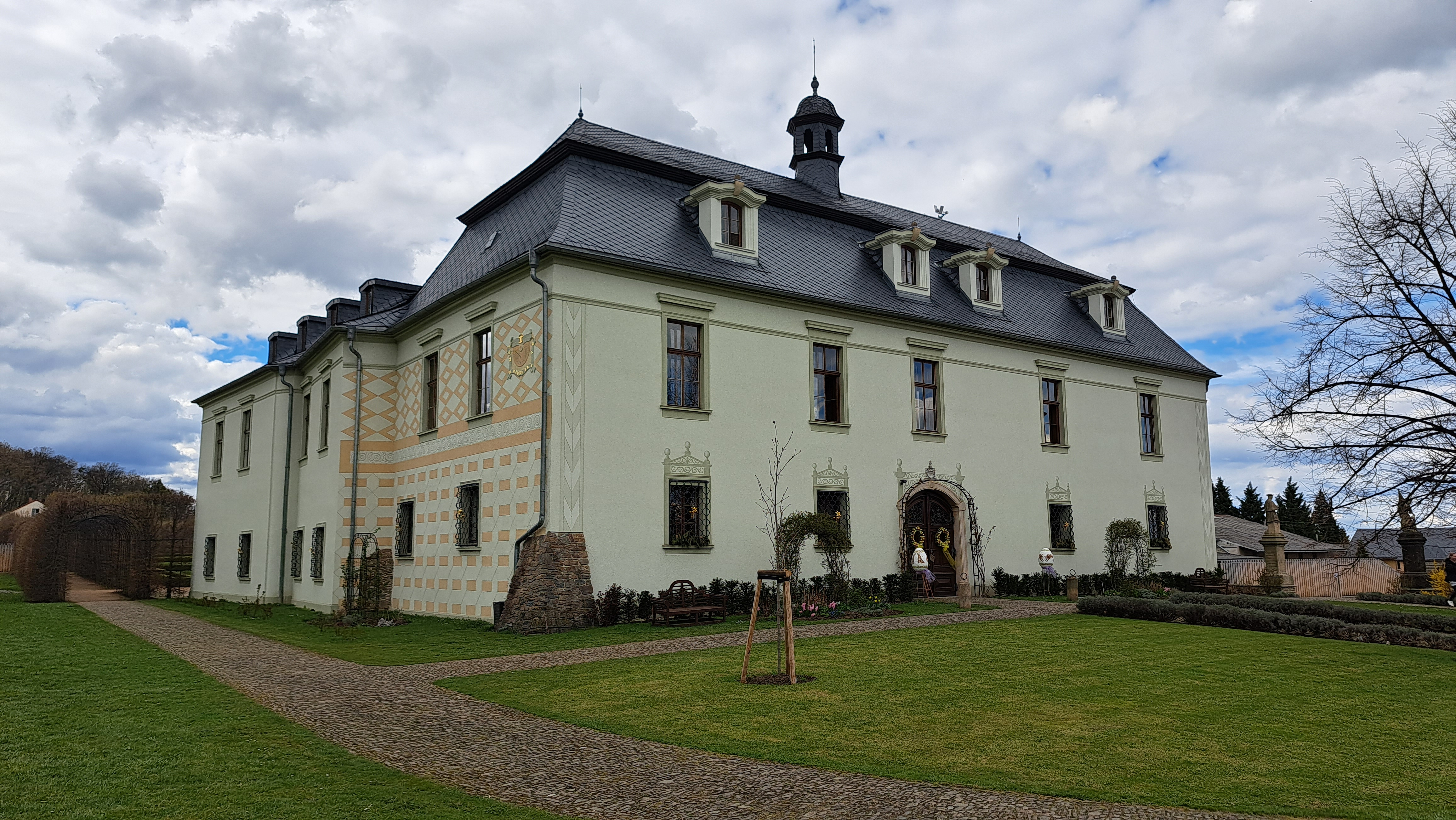
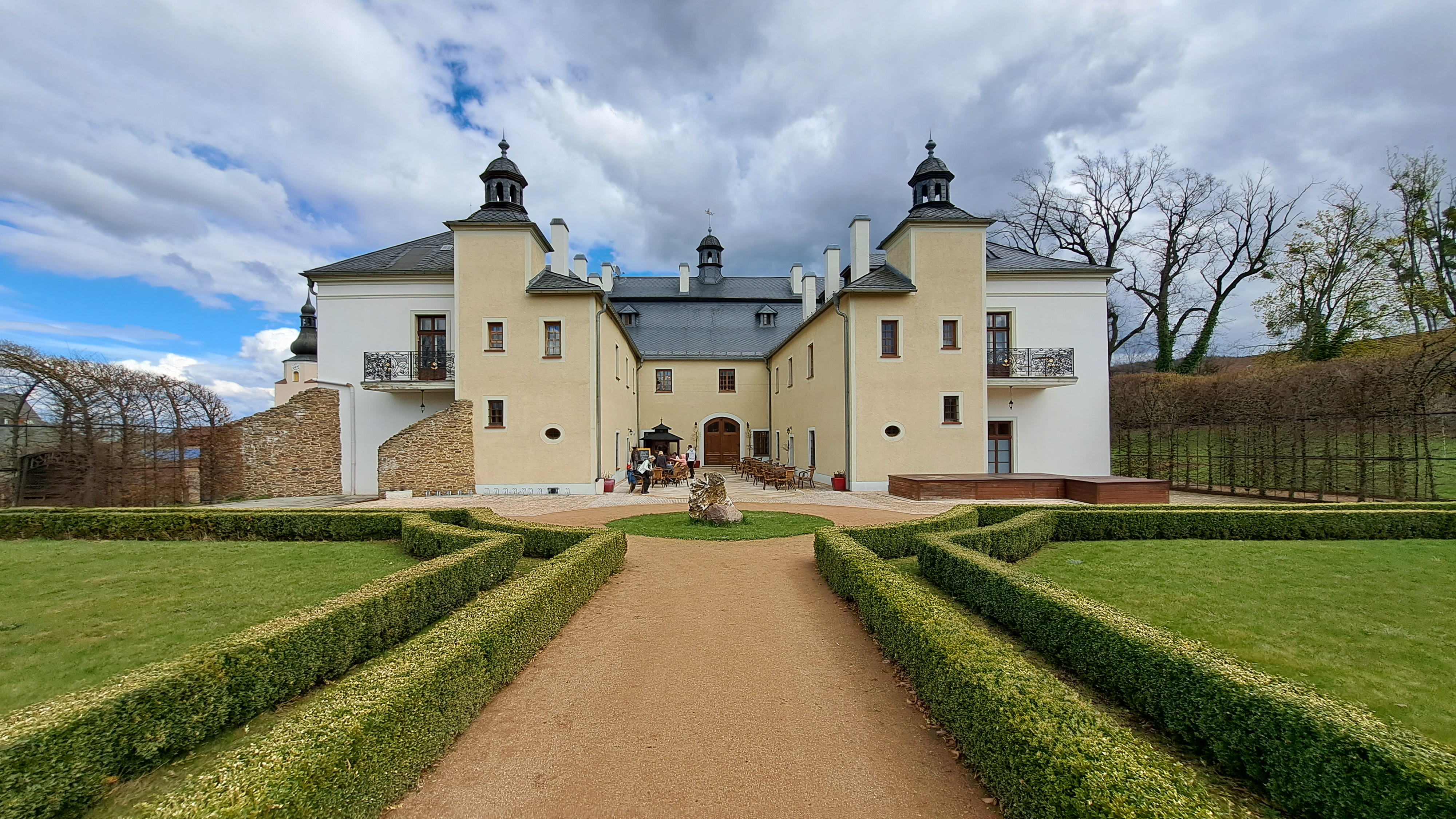
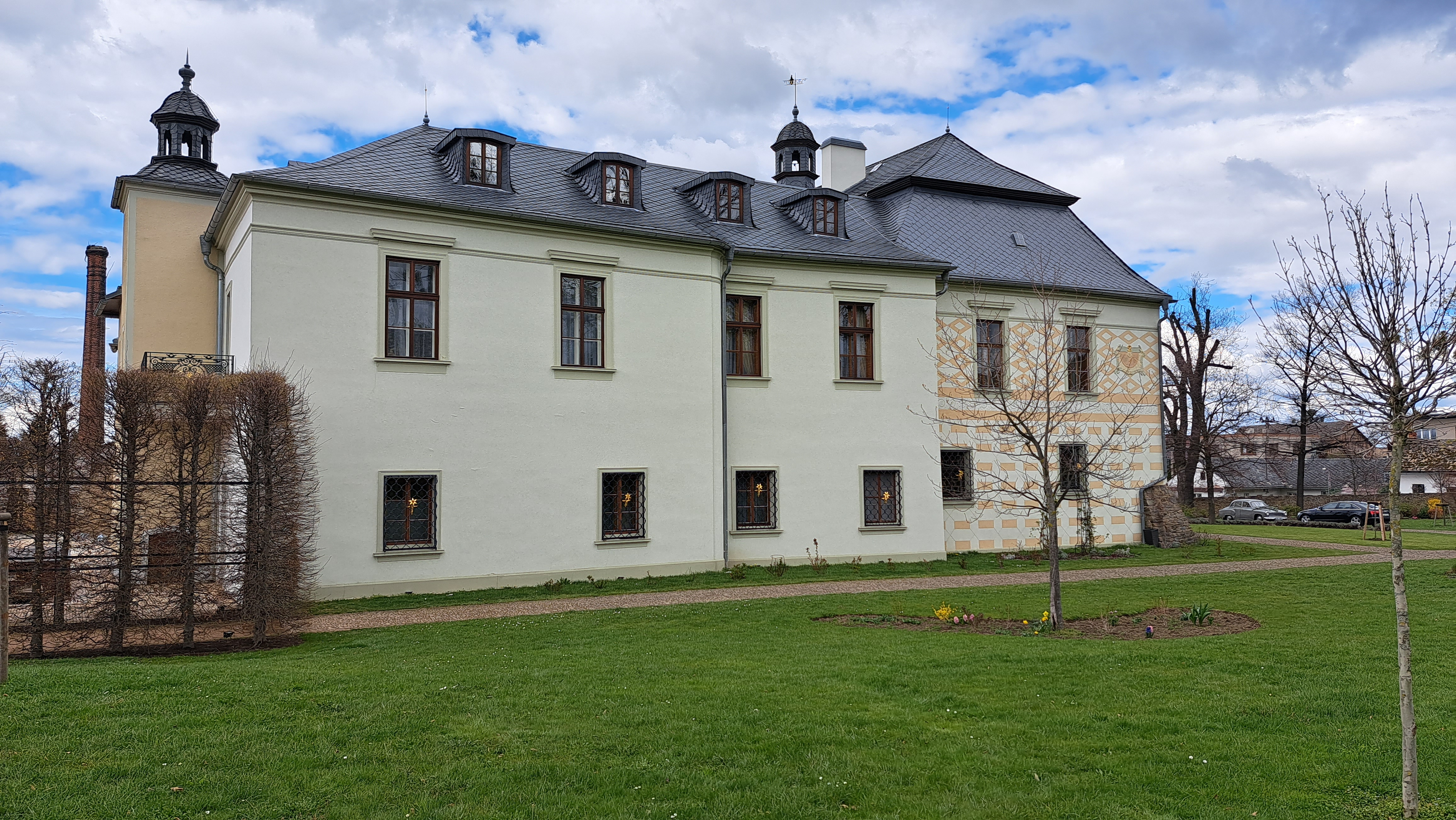
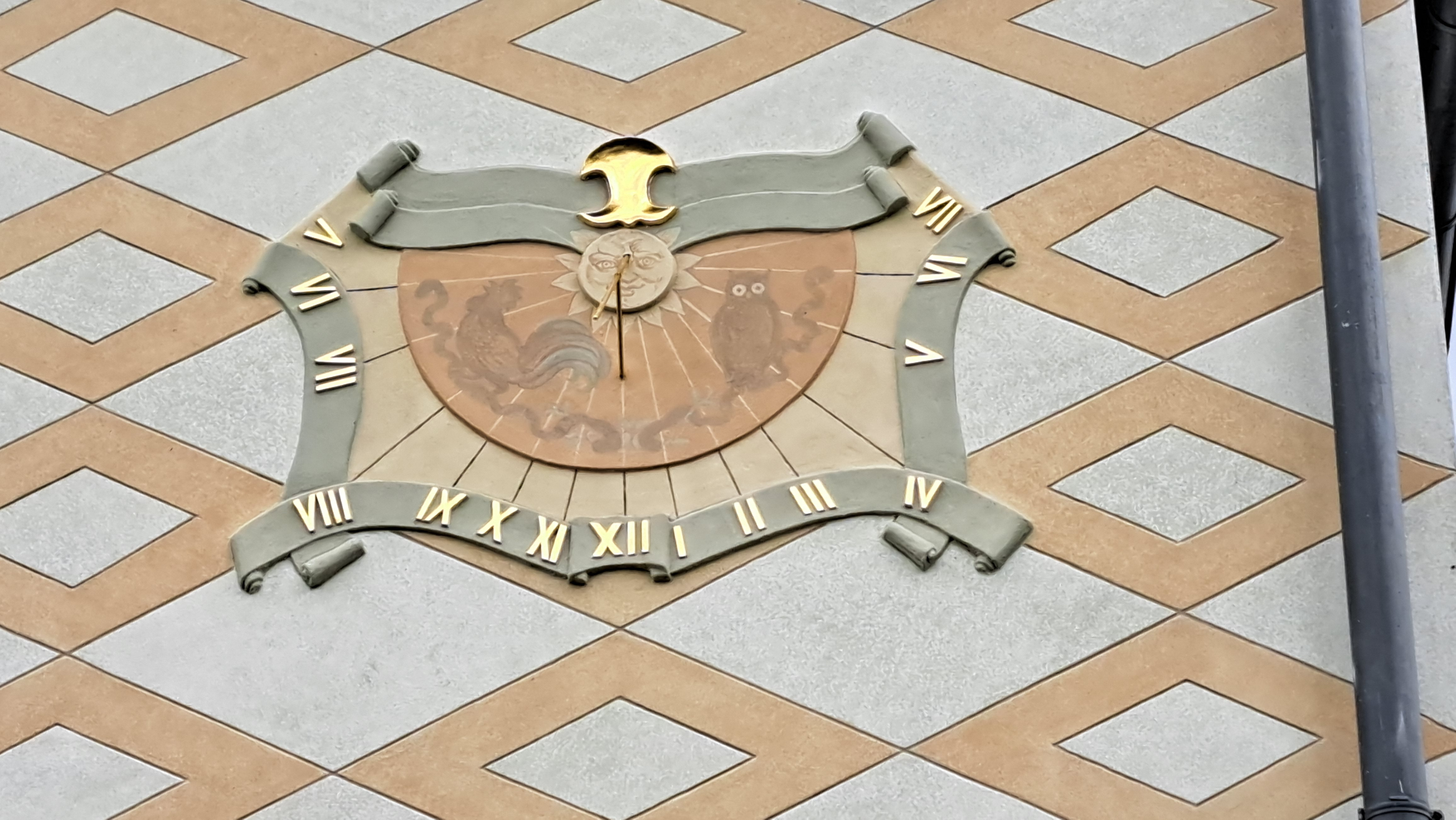
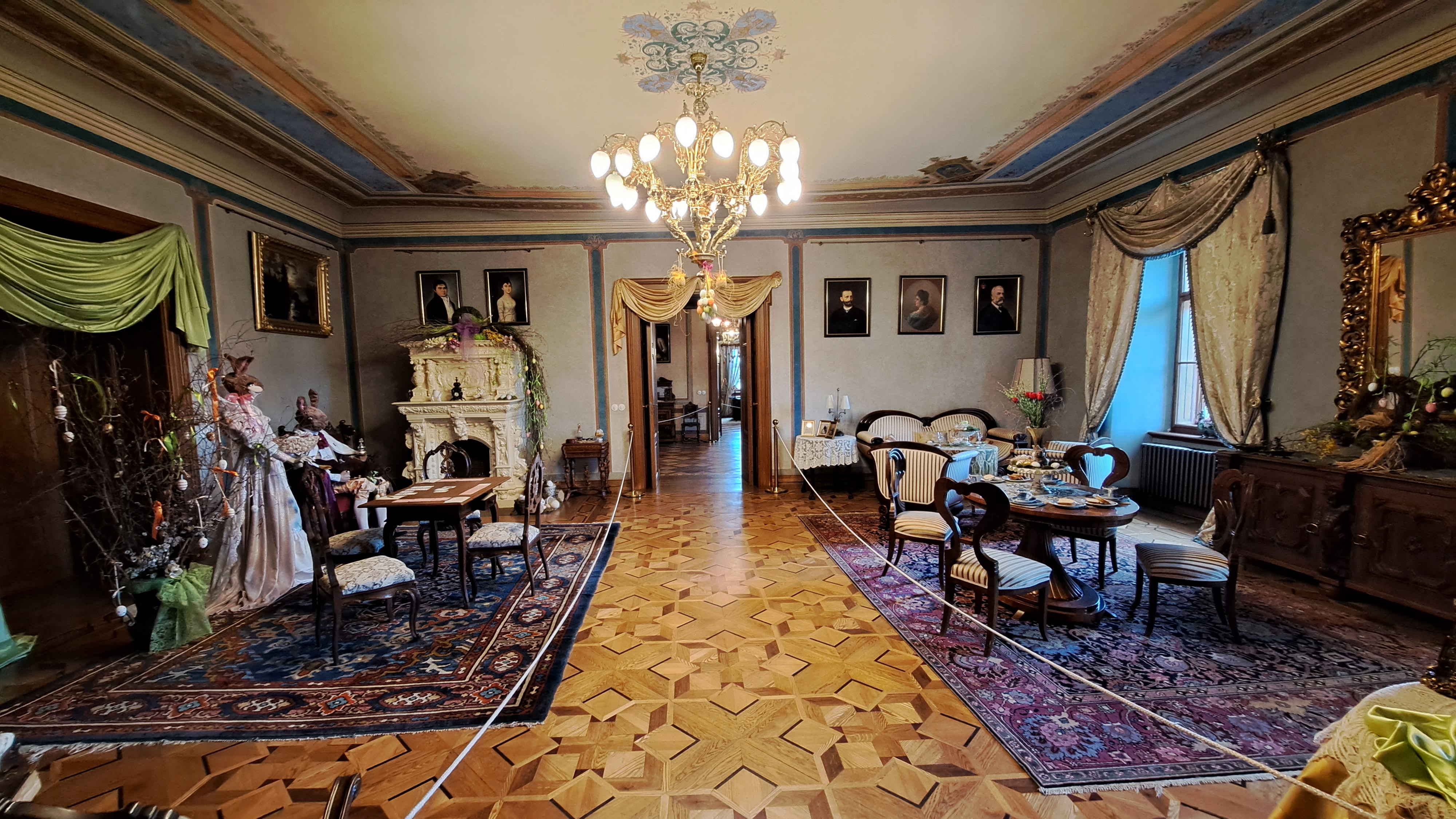
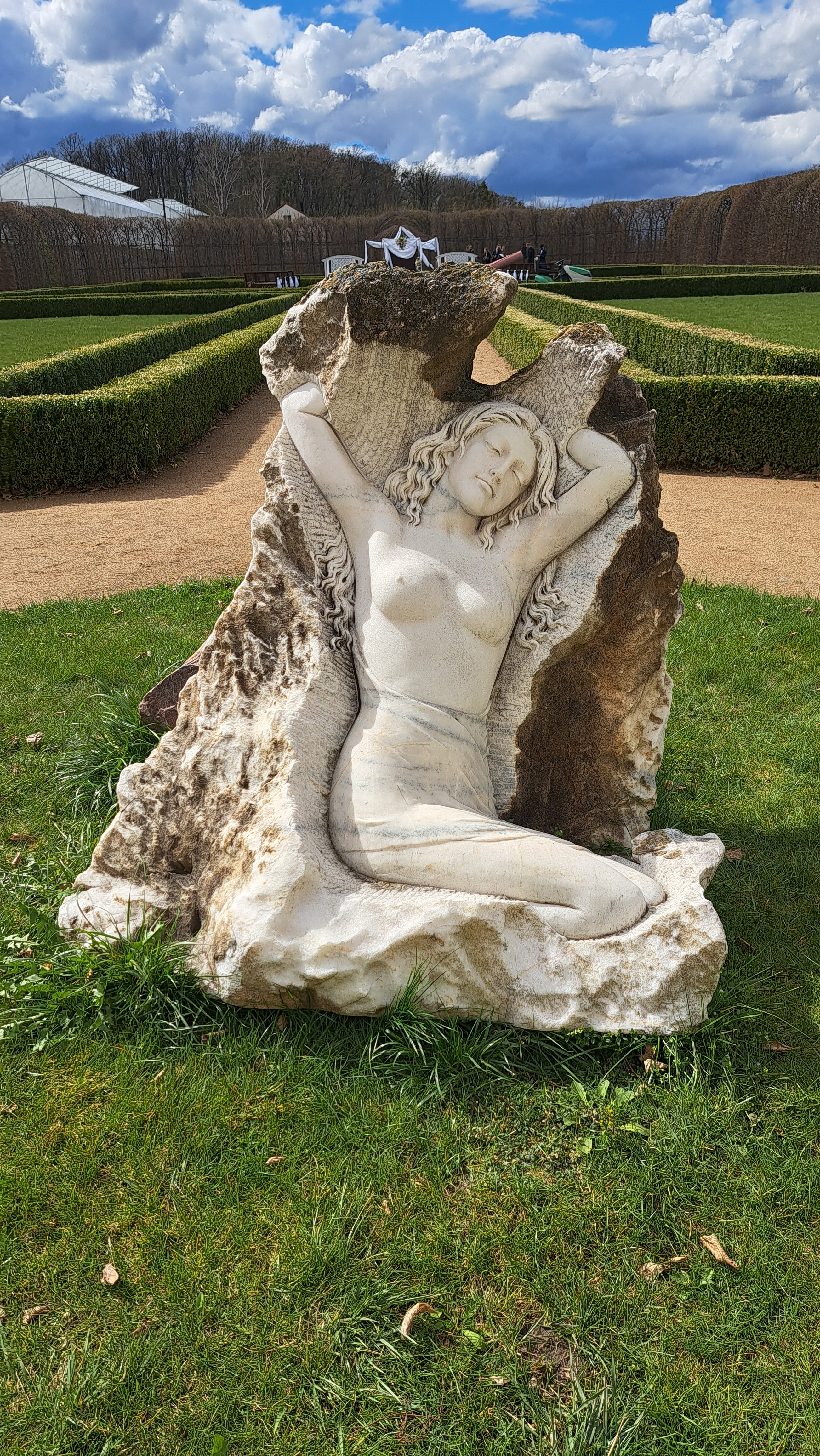
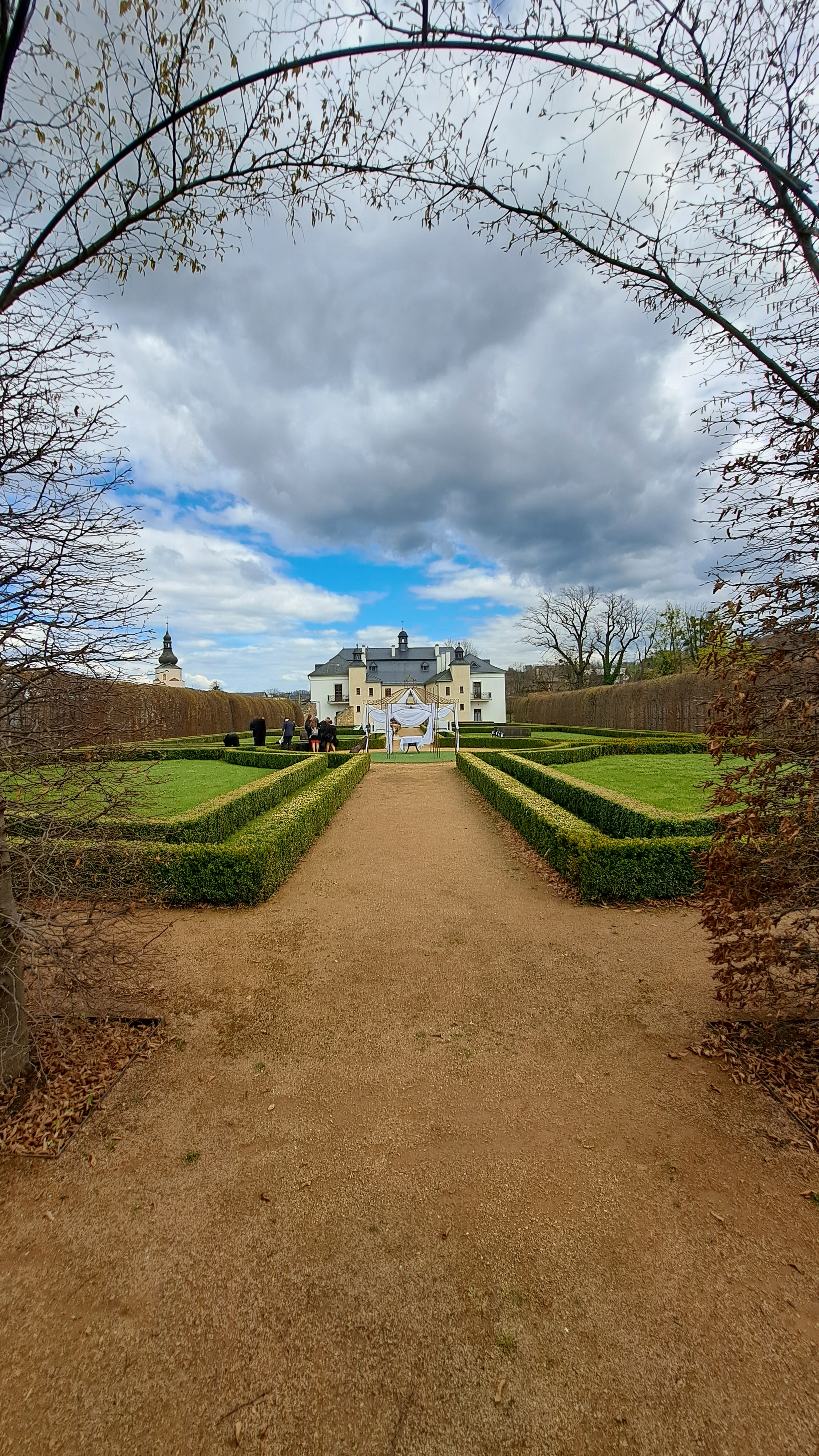